# Carebaco
Carebaco International is een internationaal badmintontoernooi van de Caribbean Regional Badminton Confederation (Carebaco). Het wordt jaarlijks gehouden.
Tot 1999 was het toernooi alleen bestemd voor leden van de Carebaco zelf. Maar om punten te halen in de wereldwijde ranglijst van de Badminton World Federation (BWF) werd het opengesteld als internationaal toernooi. Later is het een onderdeel geworden van de BWF Future Series.
Het toernooi bestaat sinds 1972, toen vier landen in de Caribische regio met badmintonspelers een jaarlijkse onderlinge competitie begonnen. Deze landen waren Jamaica, Trinidad & Tobago, Suriname en Guyana . Naarmate de jaren vorderden, sloten zich nieuwe landen bij de Carebaco aan, zoals Aruba, Barbados, Bermuda, de Kaaimaneilanden, Cuba, Curaçao, de Dominicaanse Republiek, Grenada, Guatemala, Haïti, Panama, Puerto Rico en Martinique.

## Hostlocaties
| Jaar | Gaststad      | Land                                         |
| ---- | ------------- | -------------------------------------------- |
| 1972 | Kingston      | JAM                                          |
| 1973 | Paramaribo    | Suriname                                     |
| 1974 | Georgetown    | Guyana                                       |
| 1975 | Port of Spain | Trinidad en Tobago                           |
| 1976 | Kingston      | JAM                                          |
| 1977 | Oranjestad    | Aruba (geen wedstrijden - technische issues) |
| 1978 | Paramaribo    | Suriname                                     |
| 1979 | Santa Cruz    | Aruba                                        |
| 1980 | Georgetown    | Guyana                                       |
| 1981 | Port of Spain | Trinidad en Tobago                           |
| 1982 | Kingston      | JAM                                          |
| 1983 | Willemstad    | Curaçao                                      |
| 1984 | Paramaribo    | Suriname                                     |
| 1985 | Georgetown    | Guyana                                       |
| 1986 | Port of Spain | Trinidad en Tobago                           |
| 1987 | Kingston      | JAM                                          |
| 1988 | Paramaribo    | Suriname                                     |
| 1989 | Georgetown    | Guyana Afgelast - Geen wedstrijden           |
| 1990 | Port of Spain | Trinidad en Tobago                           |

| Jaar | Gaststad       | Land                               |
| ---- | -------------- | ---------------------------------- |
| 1991 | Georgetown     | Guyana Afgelast - Geen wedstrijden |
| 1992 | Willemstad     | Curaçao                            |
| 1993 | Bridgetown     | Barbados                           |
| 1995 | Kingston       | JAM                                |
| 1996 | Port of Spain  | Trinidad en Tobago                 |
| 1997 | Bridgetown     | Barbados                           |
| 1998 | Havana         | Cuba                               |
| 1999 | Paramaribo     | Suriname                           |
| 2000 | Bridgetown     | Barbados (Alleen junioren)         |
| 2001 | Kingston       | JAM                                |
| 2002 | Mayaguez       | Puerto Rico                        |
| 2003 | Port of Spain  | Trinidad en Tobago                 |
| 2004 | Central Region | Trinidad en Tobago                 |
| 2005 | Havana         | Cuba                               |
| 2006 | n/a            | Geen wedstrijden                   |
| 2007 | Paramaribo     | Suriname                           |
| 2008 | n/a            | Geen wedstrijden                   |
| 2009 | n/a            | Geen wedstrijden                   |
| 2010 | n/a            | Geen wedstrijden                   |

| Jaar | Gaststad            | Land                                         |
| ---- | ------------------- | -------------------------------------------- |
| 2011 | Wildey, St. Michael | Barbados                                     |
| 2012 | Santo Domingo       | Dominicaanse Republiek                       |
| 2013 | San Juan            | Puerto Rico                                  |
| 2014 | Kingston            | JAM                                          |
| 2015 | Santo Domingo       | Dominicaanse Republiek                       |
| 2016 | Oranjestad          | Aruba                                        |
| 2017 | Tacarigua           | Trinidad en Tobago                           |
| 2018 | Paramaribo          | Suriname                                     |
| 2019 | Wildey, St. Michael | Barbados                                     |
| 2020 | Tacarigua           | Trinidad en Tobago Afgelast vanwege Covid-19 |
| 2021 | Tacarigua           | Trinidad en Tobago Afgelast vanwege Covid-19 |
| 2022 | Oranjestad          | Aruba Geen wedstrijden - afgelast            |
| 2023 | Tacarigua           | Trinidad en Tobago                           |
| 2024 |                     |                                              |